# Sojus TM-19
Sojus TM-19 war die Missionsbezeichnung für den Flug eines russischen Sojus-Raumschiffs zur russischen Raumstation Mir. Es war der 19. Besuch eines Sojus-Raumschiffs bei der Raumstation Mir und der 95. Flug im russischen Sojusprogramm. 

## Besatzung

### Startbesatzung
- Juri Iwanowitsch Malentschenko (1. Raumflug), Kommandant
- Talghat Mussabajew (1. Raumflug), Bordingenieur ( Kasachstan)

Dies war seit 17 Jahren (Sojus 25) der erste sowjetische Raumflug, bei dem kein Mannschaftsmitglied zuvor schon im All war.

### Ersatzmannschaft
- Alexander Stepanowitsch Wiktorenko, Kommandant
- Jelena Wladimirowna Kondakowa, Bordingenieurin

### Rückkehrmannschaft
- Juri Iwanowitsch Malentschenko (1. Raumflug), Kommandant
- Talghat Mussabajew  (1. Raumflug), Bordingenieur ( Kasachstan)
- Ulf Merbold (3. Raumflug), Wissenschaftsastronaut ( ESA/ Deutschland)

## Missionsüberblick
Die Besatzung von Sojus TM-19 wurde durch Übernahme des Arztes Waleri Poljakow um ein Besatzungsmitglied verstärkt. Poljakow lebte und arbeitete insgesamt 14 Monate in der Schwerelosigkeit. Neben der Fortführung der medizinischen Untersuchungen am Blutkreislauf, dem Immunsystem, dem Muskel- und Knochengewebe standen materialwissenschaftliche Experimente (Metalllegierungen, Halbleiter) und Instandhaltungsarbeiten im Mittelpunkt der viermonatigen Mission. Bei zwei Ausstiegen, am 9. September für fünf Stunden und vier Minuten sowie am 13. September für sechs Stunden und eine Minute, nahmen Malentschenko und Mussabajew Reparaturarbeiten an der Wärmedämmung der Station vor und setzten die Solarzellenflächen vom Kristall-Modul zum Kwant-Modul um. Diese Verlagerung sollte das problemlose Andocken des amerikanischen Space Shuttle erleichtern. Material und Versorgungsgüter waren zuvor mit dem Transportraumschiff Progress M-24 eingetroffen.
Weitere wissenschaftliche Experimente wurden auf den Gebieten Erderkundung, Astrophysik und Biotechnologie durchgeführt. Sojus TM-19 kehrte mit Merbold, der im Oktober mit Sojus TM 20 in die Station gelangte, auf die Erde zurück, während Poljakow in die neue Stammbesatzung übernommen wurde.
Seit dem 3. Mai 2010 befindet sich das Landemodul im Technik Museum Speyer.